# Grupo EMIN
El Grupo EMIN es un conjunto de empresas orientado a brindar servicios a clientes industriales en diversos ámbitos tales como el minero, de infraestructura, inmobiliario, minorista, construcción, energía y obras públicas. Con presencia en Chile, Brasil y Perú, opera actualmente a través de empresas altamente especializadas tales como: Emin Ingeniería y Construcción, Emin Sistemas Geotécnicos, Epav, THM, Morpet, Emin Geoestructuras, Repav, GPE, Hoehmann Stagno y asociados, entre otras.

## Historia
El Grupo EMIN -fundado por los ingenieros Carlos Menzel y Erwin Hoehmann-, inició sus actividades el año 1984 con la creación de Emin Ingeniería y Construcción (EMIN IC), empresa orientada al desarrollo de proyectos y soluciones en el área de los geosintéticos, principalmente en aplicaciones mineras.
Con el transcurso de los años se fueron fundando una serie de empresas especializadas en el desarrollo de servicios complementarios, las que con el correr del tiempo se fueron extendiendo no sólo más allá de la minería, sino que también hacia otros países de Sudamérica. En efecto, actualmente las empresas que hoy forman parte del Grupo ofrecen servicios al mercado de la ingeniería y la energía, con obras de infraestructura en Chile, Perú y Brasil principalmente.

## Marcas
De manera de fortalecer la competencia de la empresa y hacer más eficiente el negocio, los fundadores empezaron a crear diferentes empresas, específicas de cada rubro.

### EMIN IC
Fundada en 1984, es la empresa madre del Grupo EMIN. EMIN Ingeniaría y Construcción es una firma de servicios integrales de ingeniería y construcción, orientada a satisfacer las necesidades de empresas mineras, industriales, de energía e infraestructura.

### EMIN SG
Fundada en 1994. Empresa enfocada en dar servicio a la minería con diferentes aplicaciones geosintéticas, incluyendo refuerzo de suelos, fundaciones, muros de Contención, protección contra la erosión y socavación marina, etc.

### EMIN Geoestructuras
Fundada en 1999. EMIN Geoestructuras -antiguamente EMIN Ingeniería y Montajes S.A.C.- es una empresa peruana enfocada en el desarrollo aplicaciones geotécnicas para la minería en el Perú, así como también en el sector agrícola e hidrocarburos.

### EMIN Inmobiliaria
Fundada en 1990. EMIN Inmobiliaria fue concebida como una empresa orientada al desarrollo y administración de los proyectos e inversiones inmobiliarias que se desarrollan dentro del Grupo.

### EPAV
Fundada en 1999. La empresa se constituyó a partir de las bases de la antigua “Unidad Estratégica de Pavimentos” de EMIN. Desde 1999 EPAV se dedica a la rehabilitación de caminos, rutas y carreteras de hormigón, asfalto, zonas no pavimentadas y aeropuertos, aplicando tecnologías para solucionar los problemas de rugosidad superficial (IRI), estructurales y de seguridad vial y aérea.

### Morpet
Fundada en 1989. Morpet es una compañía especializada en la fabricación de piezas especiales plásticas, revestimientos industriales, tecnologías para el control de evaporación, comercialización de elementos y accesorios relacionados al piping. Al iniciar sus actividades la empresa originalmente se ubicó con unas oficinas en la zona empresarial de la ciudad de Antofagasta, para luego en el año 2005 pasar a formar parte del Grupo EMIN y trasladarse definitivamente a la ciudad de Calama, II Región de Chile.

### THM Maquinarias
Fundada en . La empresa se dedica al arriendo de maquinaria pesada para movimiento de tierra. La empresa cuenta con una sede en la comuna de Las Condes (Santiago).

### BEKA
BEKA es una empresa comercializadora de equipos orientada a los mercados de la construcción, minería, industria e infraestructura, que ofrece un servicio integral, confiable y oportuno, para todas las etapas de la cadena productiva de nuestros clientes a través de una relación cercana y de largo plazo.
Representantes exclusivos de WACKER NEUSON, PUTZMEISTER y HATZ

### ECEX
Fundada en 2010. La compañía está enfocada en prestar servicios de perforación, tronadura, carga y transporte de materiales para la minería, tanto en obras de ingeniería pesada, como movimientos de tierra. La Industria y la Energía son otros campos de desarrollo de ECEX MINERÍA S.A. La empresa es propiedad en partes iguales del Grupo EMIN, Claro, Vicuña y Valenzuela S.A. y EXCON S.A.

### REPAV
Fundada en 2006. REPAV fue establecida en Brasil con el fin de aplicar las nuevas tecnologías en la recuperación de pavimentos de hormigón, al igual que su contraparte chilena, EPAV. Su oficina central está en la ciudad de Sao Paulo, Brasil.

## Empresas Relacionadas

### GPE
Fundada en 2004. Empresa enfocada en el desarrollo de centrales de energía renovable no convencional, constituyendo sociedades individuales con los usuarios de derechos de agua para cada proyecto de generación eléctrica. Actualmente cuenta con cinco centrales hidroeléctricas en operación y dos en
proceso de desarrollo, totalizando aproximadamente 25 MW de potencia instalada.

### Hoehmann & Stagno
Fundada en 1969. Empresa dedicada a estudios y cálculos de ingeniería para proyectos habitacionales, comerciales, educacionales, hospitalarios, aislados sísmicamente, industriales, centrales hidroeléctricas, y refuerzos de estructuras por cambio de uso o aumento de altura, entre otros.